# Natação nos Jogos Olímpicos de Verão da Juventude de 2010 - 200 m borboleta feminino
As provas dos 200 metros mariposa/borboleta feminino da natação nos Jogos Olímpicos de Verão da Juventude de 2010 foram realizadas no dia 16 de agosto, na Escola dos Desportos, em Cingapura. 24 nadadoras estavam inscritas neste evento.

## Medalhistas
| Ouro   | HUN Boglárka Kapás |
| Prata  | ESP Judit Ignacio  |
| Bronze | CHN Liu Lan        |

## Eliminatórias

### Eliminatória 1
| Pos. | Raia | Nome                 | País             | Tempo   | Notas |
| ---- | ---- | -------------------- | ---------------- | ------- | ----- |
| 1    | 4    | Judit Ignacio        | ESP Espanha      | 2:12.59 | Q     |
| 2    | 3    | Diana Ambrus         | HUN Hungria      | 2:13.88 | Q     |
| 3    | 2    | Thị Kim Tuyến Nguyễn | VIE Vietnã       | 2:15.53 |       |
| 4    | 6    | Patarawadee Kittiya  | THA Tailândia    | 2:15.99 |       |
| 5    | 5    | Mayuko Okada         | JPN Japão        | 2:18.72 |       |
| 6    | 7    | Ting Chen            | TPE Taipé Chinês | 2:20.58 |       |
| 7    | 8    | So Lizar             | PUR Porto Rico   | 2:21.25 |       |
| 8    | 1    | Tieri Erasito        | FIJ Fiji         | 2:35.59 |       |

### Eliminatória 2
| Pos. | Raia | Nome                  | País             | Tempo   | Notas      |
| ---- | ---- | --------------------- | ---------------- | ------- | ---------- |
| 1    | 6    | Lena Kalla            | GER Alemanha     | 2:15.39 | Q          |
| 2    | 4    | Liu Lan               | CHN China        | 2:15.51 | Q          |
| 3    | 5    | Stefania Pirozzi      | ITA Itália       | 2:15.59 |            |
| 4    | 7    | Rachael Kelly         | GBR Grã-Bretanha | 2:16.95 |            |
| 5    | 8    | Nesrine Khelifati     | TUN Tunísia      | 2:20.67 |            |
| 6    | 1    | Annick Van Westendorp | SUI Suíça        | 2:20.91 |            |
| 7    | 3    | Zoe Johnson           | AUS Austrália    | 2:21.54 |            |
| -    | 2    | Anna Schegoleva       | CYP Chipre       |         | Não largou |

### Eliminatória 3
| Pos. | Raia | Nome                 | País              | Tempo   | Notas |
| ---- | ---- | -------------------- | ----------------- | ------- | ----- |
| 1    | 4    | Boglárka Kapás       | HUN Hungria       | 2:11.97 | Q     |
| 2    | 5    | Alessia Polieri      | ITA Itália        | 2:14.14 | Q     |
| 3    | 6    | Julia Gerotto        | BRA Brasil        | 2:14.61 | Q     |
| 4    | 3    | Lindsay Delmar       | CAN Canadá        | 2:14.86 | Q     |
| 5    | 1    | Julia Hassler        | LIE Liechtenstein | 2:18.53 |       |
| 6    | 2    | Barbora Zavadova     | CZE Chéquia       | 2:18.55 |       |
| 7    | 7    | Arhatha Magavi       | IND Índia         | 2:32.91 |       |
| 8    | 8    | Karlene van der Jagt | SUR Suriname      | 2:37.17 |       |

## Final
| Pos.              | Raia | Nome            | País         | Tempo   | Notas |
| ----------------- | ---- | --------------- | ------------ | ------- | ----- |
| Medalha de ouro   | 4    | Boglárka Kapás  | HUN Hungria  | 2:08.72 |       |
| Medalha de prata  | 5    | Judit Ignacio   | ESP Espanha  | 2:10.11 |       |
| Medalha de bronze | 8    | Liu Lan         | CHN China    | 2:11.94 |       |
| 4                 | 3    | Diana Ambrus    | HUN Hungria  | 2:12.90 |       |
| 5                 | 2    | Julia Gerotto   | BRA Brasil   | 2:13.74 |       |
| 6                 | 1    | Lena Kalla      | GER Alemanha | 2:14.11 |       |
| 7                 | 6    | Alessia Polieri | ITA Itália   | 2:15.01 |       |
| 7                 | 7    | Lindsay Delmar  | CAN Canadá   | 2:15.01 |       |